# Augsburg-Hochzoll
Der Stadtteil Hochzoll liegt im Osten der Stadt Augsburg in Bayern. Er hat etwa 20.300 Einwohner, nimmt eine Fläche von 5,09 km² ein und ist der XII. Planungsraum Augsburgs, der aus den Stadtbezirken Hochzoll-Nord (24) und Hochzoll-Süd (31) besteht.

## Lage
Hochzoll wird im Norden von Lechhausen, im Westen vom Lech begrenzt, dessen Wasser auch den Kuhsee speist. Im Süden von Hochzoll liegt der Gutshof Schwabhof. Im Osten grenzt Hochzoll direkt an Friedberg-West und an den Friedberger Baggersee. Einige Kilometer südlich von Hochzoll liegt Kissing.

## Geschichte
Der Ursprung geht auf einen Brückenschlag über den Lech im Jahr 980 zurück. Da der Lech die historische Grenze zwischen Oberbayern und Schwaben ist und der Brückenbau sehr teuer war, wurde Brückenzoll, der so genannte Hohe Zoll erhoben, von dem der Ortsname Hochzoll abgeleitet wurde. Wie aus der Stadtgründungsurkunde der Gemeinde Friedberg aus dem Jahr 1264 hervorgeht, war der Lech damals auch die Grenze zwischen Augsburg und Friedberg. Das Gebiet des heutigen Hochzoll gehörte bis 1818 zu Friedberg und wurde nach der Ausgliederung zunächst als Friedberger Au bezeichnet. Erst 1905 durfte die alte Bezeichnung Hochzoll wieder angenommen werden. Aufgrund der damaligen Zugehörigkeit zu Oberbayern wird auch heute noch Hochzoll Altbayern zugerechnet.
Die Geschichte des Stadtteils wurde von jeher stark vom Brückenbau geprägt. 1639 ging die Lechbrücke kriegsbedingt in Flammen auf und konnte nur durch Zuschüsse der Reichsstadt Augsburg erneuert werden. 1646 ging die Brücke bei der Belagerung Augsburgs durch Franzosen und Schweden  erneut in Flammen auf. Die zerstörte Brücke wurde 1796 im Auftrag des französischen Generals Jean-Victor Moreau von Augsburger Zimmerleuten neu errichtet. 1797 wurde die Brücke von französischen Truppen abgebrannt, in den beiden nächsten Jahren erfolgte der Wiederaufbau. Im Jahre 1800 beschädigte bayrisches Militär die Brücke schwer, was zu einer sofortigen Reparatur führte. Nur wenige Jahre später erfolgte die komplette Erneuerung der Brücke. Ab 1803 wurden die Auen östlich des Lechs zunehmend besiedelt, namentlich von protestantischen Kolonisten aus dem Nördlinger Ries. 1818 umfasste die Streusiedlung 24 Anwesen und wurde aus Friedberg ausgegliedert. Hochzoll, Kolonie, Kolonie an der Lechbrücke und Einöden bildeten nun die 172 Einwohner umfassende Landgemeinde Friedbergerau.

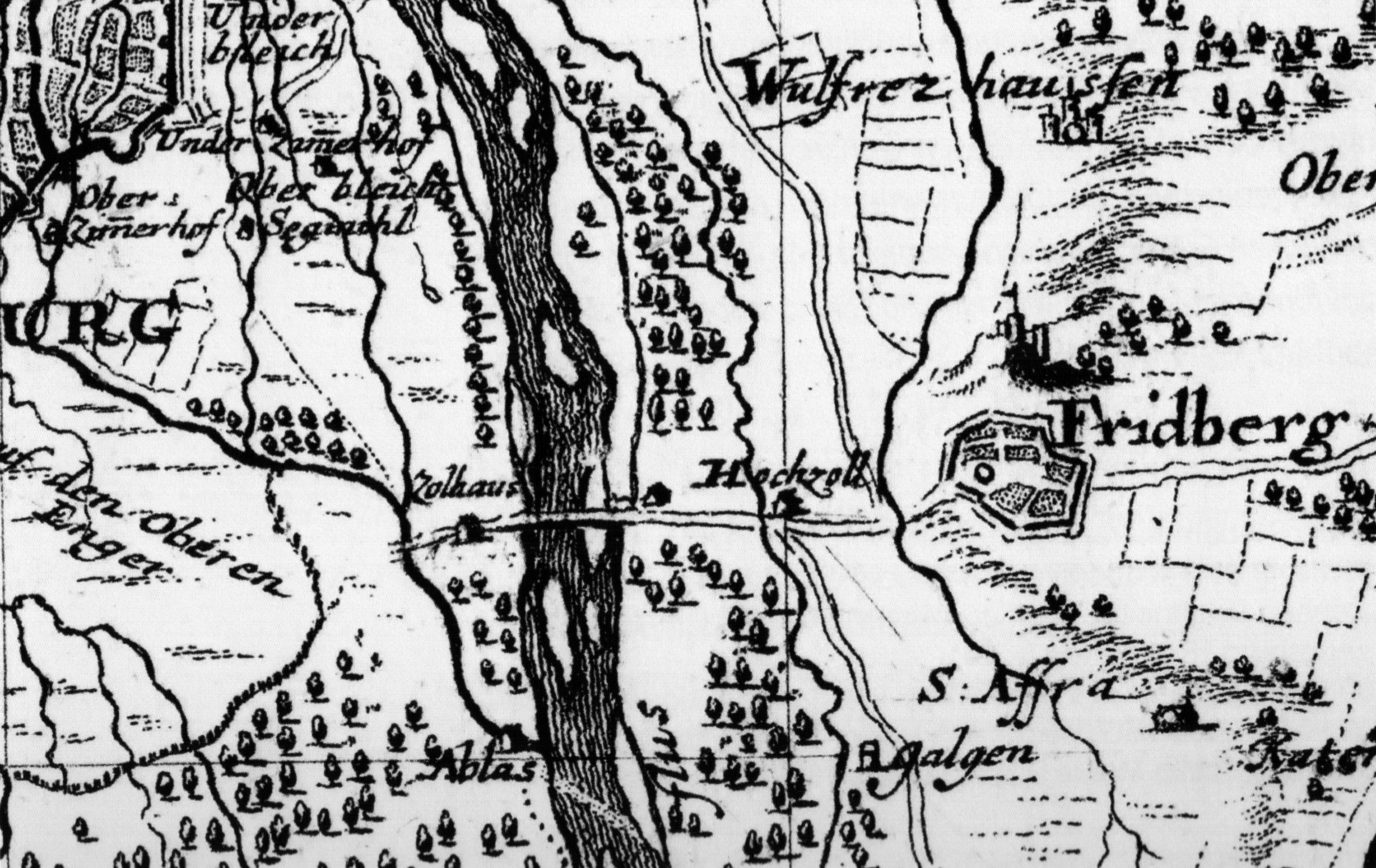
Karte um 1700
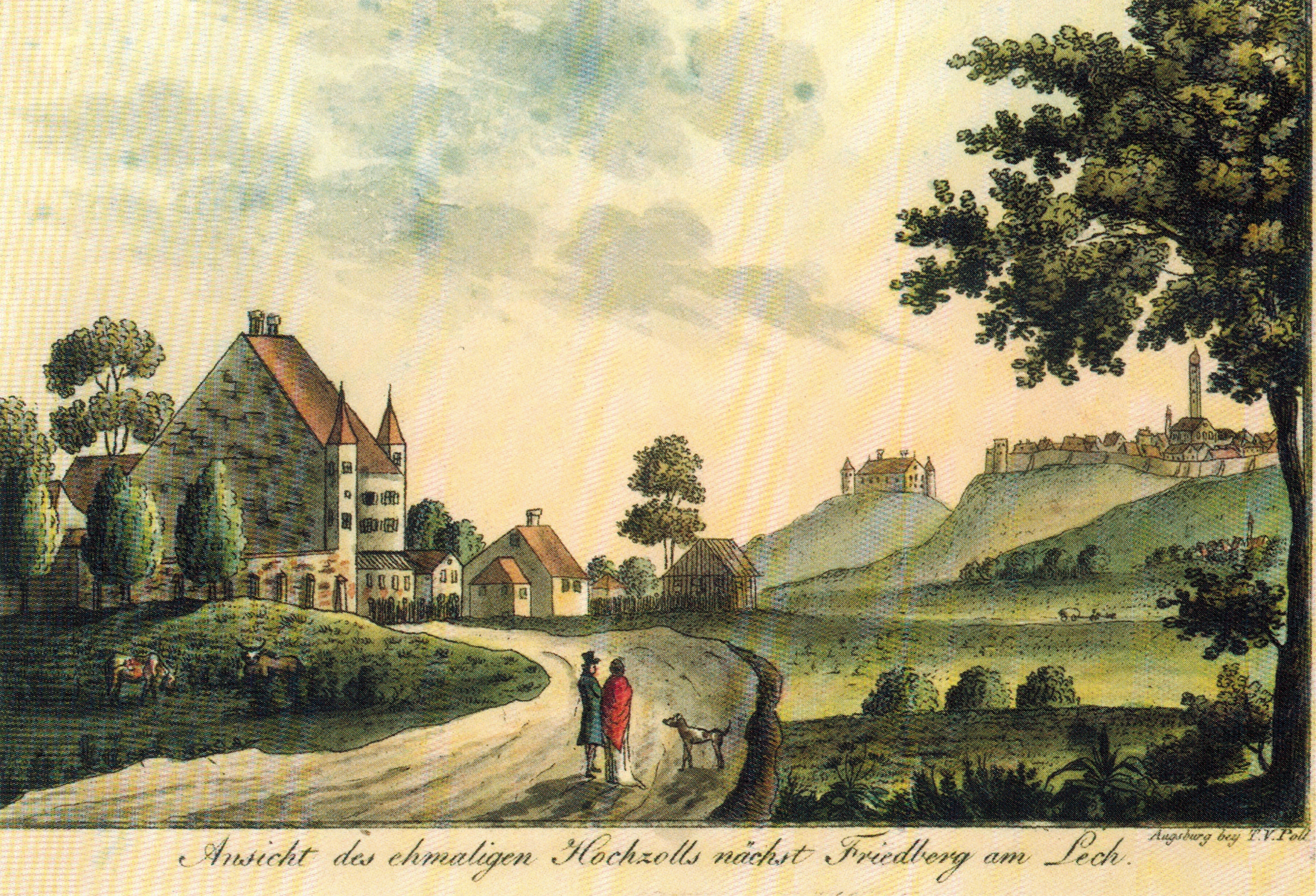
Ansicht des ehemaligen Hochzolls nebst Friedberg am Lech, 1827
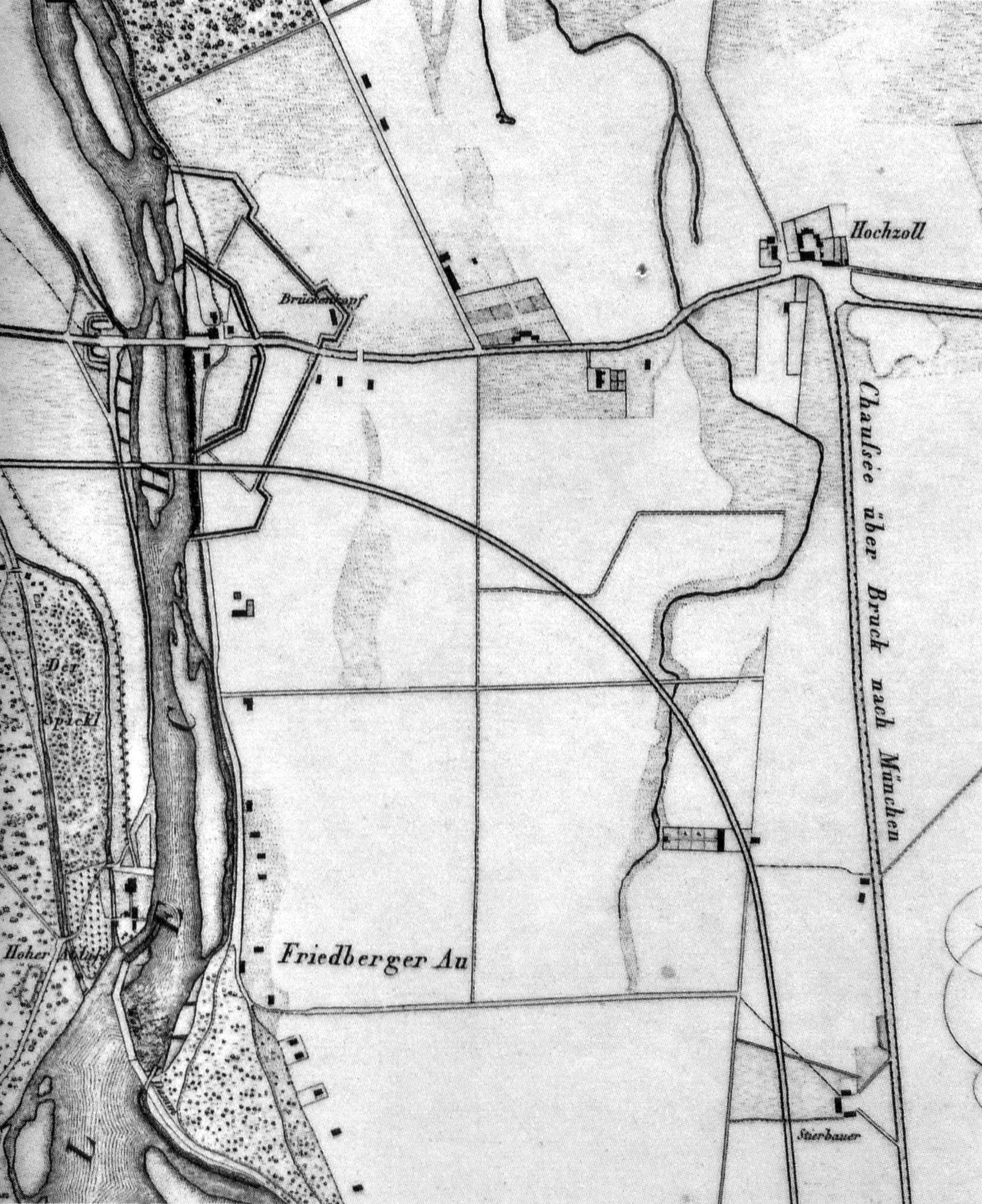
Karte von 1839. Die Bahnlinie ist bereits eingezeichnet.
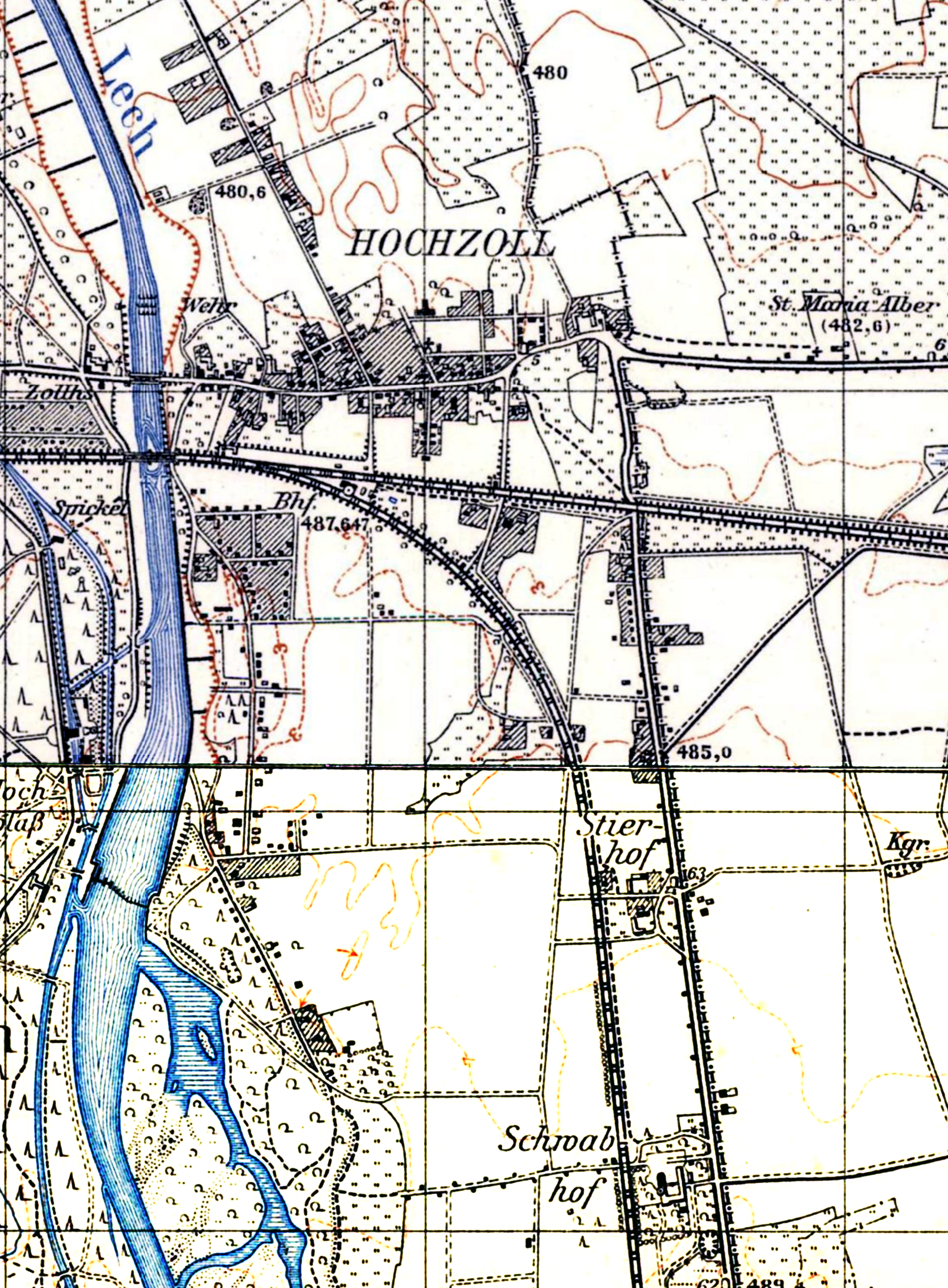
Karte des Augsburger Stadtteils Hochzoll 1939.

Im Rahmen des Baus der Bahnstrecke München–Augsburg wurde 1839/40 von der München-Augsburger Eisenbahn-Gesellschaft eine hölzerne Eisenbahnbrücke errichtet. 1840 entstand am Gutshof Stierhof die erste Hochzoller Bahnstation an der neuen Bahnlinie. Im Jahre 1851 zerstörte ein Hochwasser die Straßenbrücke. 1855 erbaute die Stadt Augsburg für den Straßenverkehr eine neue schwere Holzbrücke. 1862 wurde die hölzerne Eisenbahnbrücke durch eine Fachwerkbrücke aus Stahl ersetzt. Im Jahre 1874 entstand durch Anlage der Paartalbahn der Bahnhof Hochzoll, worauf sich die Einwohnerzahl durch Zuwanderung von Industriearbeitern auf 350 erhöht. 1877 wurde die Einrichtung der Freiwilligen Feuerwehr Hochzoll fertiggestellt. 1878 stürzte die Straßenbrücke ein, da ein Hochwasser die Pfeiler unterspült hatte. 50 Meter lechaufwärts wurde eine Notbrücke errichtet. 1891 ersetzte eine eiserne Straßenbrücke die Behelfsbrücke von 1878. Am 19. Januar 1905 nahm die Landgemeinde Friedbergerau den überlieferten Namen Hochzoll an. Beim Lechhochwasser 1910 wurde das bisherige, aus Holz und Stein gebaute Lechwehr, der Hochablass, zerstört und große Teile des Dorfes, sowie Lechhausen durch die Wasser beschädigt. Von der Wasserkraft abhängige Industrie und Handwerk in Augsburg kam zum Erliegen, da die Lechkanäle vorübergehend kein Wasser führen konnten. Ein neues Wehr aus Stahlbeton entstand am Lech.

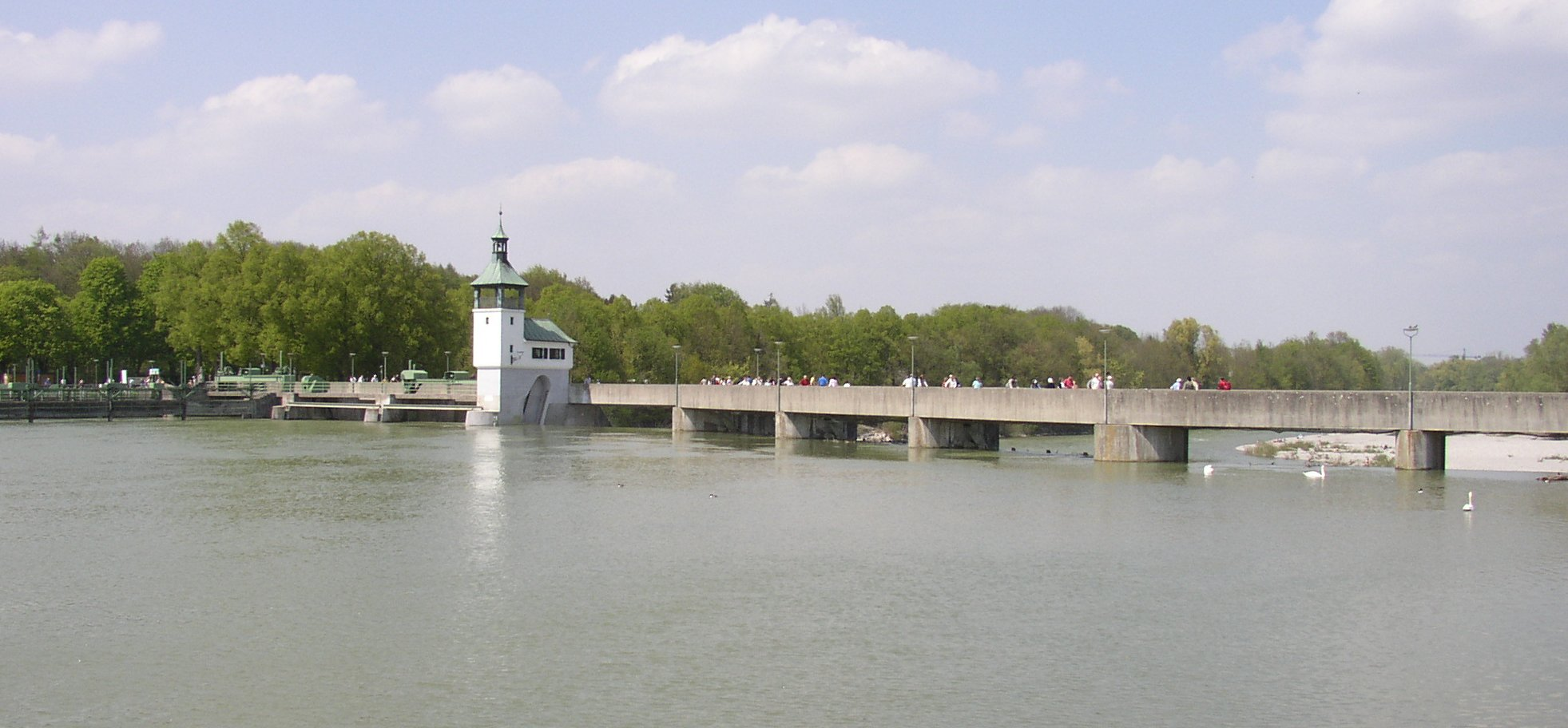
Lech am Hochablass

1911 erfolgte die erste elektrische Straßenbeleuchtung. Am 1. Januar 1913 wurde das inzwischen auf etwa 2000 Einwohner angewachsene Dorf Hochzoll zusammen mit Lechhausen nach Augsburg eingemeindet. 1915 und 1916 wurde ein neues Schulgebäude „Holzerbau“ (Architekt Otto Holzer) errichtet. 1926 ersetzte eine neue Stahlbogenkonstruktion die Gitterbrücke der Eisenbahn. Diese „neue“ Brücke wurde bis 2002 benutzt. 1928 erfolgte der Neubau einer 120 Meter langen Stahlbetonbrücke, die 1990 erneuert wurde. 1929 wurde Hochzoll an das Stadtgasnetz angeschlossen. Im Jahre 1934 wurde die Straßenbahnlinie 6 auf der Friedberger Straße über die Lechbrücke bis zur Zugspitzstraße gebaut (Eröffnung am 9. Mai 1934), 1960 wurde sie allerdings durch Stadtbusse ersetzt. 1944 fielen mehrere Häuser den Bomben zum Opfer. Am 28. April 1945 rollte die US-Armee ungehindert durch Hochzoll in Richtung Friedberg. 1946 fanden Flüchtlinge und Heimatvertriebene in Hochzoll eine neue Heimat.
1954 stieg die Einwohnerzahl über 5000. 1957 erfolgte die Grundsteinlegung des Europadorfes. 1969 wurde Hochzoll in Nord und Süd geteilt. Ab 1970 neigte sich die Besiedlung Hochzolls mit der Errichtung der Wohnanlagen südlich der Oberländerstraße ihrem Ende zu. 1972 wurde im Rahmen der Baumaßnahmen des Eiskanals anlässlich der Olympischen Spiele das beliebte Hochzoller Naherholungsgebiet, der neue Kuhsee angelegt. Die vorher am Holbein-Gymnasium eingerichteten Behelfsklassen der 5.–8. Jahrgangsstufe wurden an das nun fertiggestellte Rudolf-Diesel-Gymnasium verlegt. Derzeit besuchen über 800 Schüler dieses Gymnasium. Am 16. September 1976 nahm das Rudolf-Diesel-Gymnasium an der Friedberger Straße seinen Lehrbetrieb auf. Am 12. März 2007 wurde der Neubau am Rudolf-Diesel-Gymnasium eröffnet und dient nun als Mensa für die vielen Schüler. 2019 wurde ein Neubau für die 5. Klassen eröffnet. 2021 folgte einer mit Naturwissenschaftlicher Fachraum. 1990 erfolgte der Neubau der Straßenbrücke. In den Jahren 2000 bis 2003 wurde die 1926 erbaute Eisenbahnbrücke im Zuge des viergleisigen Ausbaus der Bahnstrecke München–Augsburg durch zwei neue Stahlbogenbrücken ersetzt.

## Kirchen und Religionsgemeinschaften

### Evangelische Kirchen
- St. Matthäus-Kirche
- Auferstehungskirche

### Katholische Kirchen
- Heilig-Geist-Kirche
- Zwölf-Apostel-Kirche

## Verkehr
Die Hauptverkehrsachse von Augsburg-Hochzoll ist die Bundesstraße 300, die im Bereich Hochzoll zugleich Bundesstraße 2 ist. Letztere biegt im Osten von Hochzoll nach Süden ab und bildet die Grenze zwischen Hochzoll und Friedberg-West.
Die Afrabrücke über den Lech bildet die Verbindung zur Innenstadt. Etwa 200 m südlich der Straßenbrücke überquert die Bahnstrecke von Augsburg nach München den Lech. Östlich der Brücke befindet sich der Bahnhof Augsburg-Hochzoll, in dem die Paartalbahn nach Ingolstadt von der Hauptstrecke abzweigt. Diese Nebenstrecke verläuft weiterhin etwa parallel zur B 300, während sich die Hauptstrecke in einer langgezogenen Kurve nach Süden Richtung München und in die Ammersee-Region wendet. Mit dem Fuggerexpress hat man eine gute Anbindung nach München (Fahrzeit ca. 30 Minuten). Mit der Bayerischen Regiobahn hat man eine Direktanbindung in Richtung Ammersee.
Der öffentliche Nahverkehr in Augsburg wird von mehreren Buslinien der Augsburger Verkehrsgesellschaft und Regionalbuslinien bedient. Seit Dezember 2010 ist außerdem die Straßenbahnlinie 6 in Betrieb, die von Hochzoll zum Hauptbahnhof Augsburg bzw. nach Friedberg-West führt. Geplant ist die Erweiterung der Straßenbahnlinie 1, welche dann vom neuen Ostfriedhof (nördlich an Hochzoll angrenzend) über die Zugspitzstraße bis zur Linie 6 und dem Hochzoller Bahnhof führen wird.